# 1953 au Québec
Cet article traite des événements survenus en 1953 au Québec. 

## Événements

### Janvier
- 1er janvier : les compagnies aériennes Air Rimouski et Aviation du Golfe fusionnent pour devenir Québecair[1].
- 9 janvier : Marguerite Ruest-Pitre, surnommée Madame le Corbeau (en) est la dernière femme à être pendue au Canada. Elle avait été reconnue coupable d'être l'une des complices de l'attentat aérien de Sault-au-Cochon de 1949[2].
- 14 janvier : Maurice Duplessis accuse les syndicats de suivre les directives des communistes dans l'affaire de Louiseville[3].
- 19 janvier : le CTCC annonce qu'il renonce à la grève générale qui devait avoir lieu en soutien aux grévistes de Louiseville. Il craint que la population ne croie qu'il veuille entrer en lutte ouverte contre le gouvernement Duplessis[4].
- 21 janvier : dépôt d'un projet de loi créant une commission d'enquête sur les problèmes constitutionnels[5].

### Février
- 10 février : fin de la grève de Louiseville. Les grévistes rentrent au travail avec une augmentation de 12 cents l'heure. Le CTCC considère cette affaire comme une "grève perdue"[6].
- 20 février : le juge Thomas Tremblay est nommé président de la Commission royale d'enquête sur les problèmes constitutionnels[7].
- 21 février : première du film Tit-Coq à Montréal[8].
- 27 février : fin de la première session de la 24e législature[9].

### Mai
- 1er mai : la Gaspé Copper Mines annonce l'ouverture d'un site minier à l'intérieur de la Gaspésie, Murdochville[10].
- 4 au 6 mai : procès des 21 grévistes de Louiseville accusés d'avoir organisé une manifestation illégale le 11 décembre dernier. Ils sont finalement reconnus coupables[11].
- 15 mai : Radio-Canada annonce la création pour 1954 d'un deuxième canal de télévision à Montréal, qui télédiffusera seulement en français[12].

### Juin
- 3 juin : John Bourque est le représentant du gouvernement du Québec au couronnement de la reine Élisabeth II[13].
- 10 juin : onze policiers sont poursuivis en justice dans l'affaire de Louiseville[14].

### Juillet
- 9 juillet : des élections partielles ont lieu dans Matapédia, Portneuf et Outremont. L'UN remporte facilement celles de Matapédia et de Portneuf. Georges-Émile Lapalme, chef du PLQ qui n'avait pas réussi à sa faire élire lors de l'élection générale de 1952, remporte celle de Montréal-Outremont[9].
- 10 juillet : les corps de trois chasseurs américains assassinés sont retrouvés en forêt en Gaspésie. C'est le début de l'affaire Coffin[15].
- 15 juillet : Murdochville devient officiellement une municipalité[16].
- 28 juillet : début de l'enquête du coroner sur l'assassinat des chasseurs américains[17].

### Août
- 10 août :
  - Wilbert Coffin est appréhendé dans l'affaire du triple meurtre de Gaspésie[18].
  - Le PLC de Louis St-Laurent conserve le pouvoir en remportant l'élection générale avec 171 élus contre 50 progressistes-conservateurs, 23 socialistes-démocrates, 15 créditistes, 3 députés indépendants, 2 députés libéraux indépendants, 1 libéraux-travaillistes et 1 libéraux-progressistes. Au Québec, le résultat est de 66 libéraux, 4 progressistes-conservateurs et 4 candidats indépendants[19].
- 22 août : les mineurs de Noranda se mettent en grève. Leur salaire de base est de 1,05 $ l'heure et leur semaine est de 48 heures. Le syndicat demande une augmentation de 22 cents l'heure et la semaine de 44 heures[20].
- 28 août :
  - Wilbert Coffin est officiellement accusé du meurtre des chasseurs américains[18].
  - Le ministre des Finances, Onésime Gagnon, annonce des revenus de 283 600 000 $ et des dépenses de 321 720 000 $ pour l'année 1953-1954[21].

### Septembre
- 25 septembre : première du film Cœur de maman[22].

### Octobre
- 18 octobre : les mineurs de Normétal se joignent à la grève de ceux de Noranda Ils réclament la retenue syndicale, une augmentation de salaires et une réduction des heures de travail[23].
- 23 octobre : Québec étudie la construction d'une première autoroute à péages qui coûterait 40 millions de dollars et relierait Montréal à Saint-Jérôme[24].

### Novembre
- 3 novembre : début des audiences de la commission Tremblay[25].
- 4 novembre : début de la série télévisée La Famille Plouffe à la télévision de Radio-Canada[26].
- 18 novembre : 
  - début de la deuxième session de la 24e législature. Le gouvernement dépose deux projets de lois ressuscitant l'ancienne législation anti-ouvrière. La première refuse la certification aux syndicats qui acceptent des communistes dans leur rang; la deuxième l'enlève à ceux qui favorisent le recours à la grève[9].
  - Wilfrid Hamel remporte les élections municipales de Québec. Il succède ainsi à Lucien-Hubert Borne, qui se retire après 15 ans de règne[27].

### Décembre
- Décembre - Félix Leclerc sort sa chanson Moi, mes souliers[28].

## Naissances
- Richard Béliveau (biochimiste)
- Jacques Bertrand (animateur de radio) († 10 novembre 2014)
- 10 janvier - Claude Patry (syndicaliste et homme politique)
- 19 janvier - Richard Legendre (joueur de tennis et homme politique)
- 10 février - Jacques L'Heureux (acteur)
- 16 février - Serge Houde (acteur)
- 20 février - Gaëtan Dugas (steward) († 30 mars 1984)
- 10 avril - Benoît Dagenais (comédien) († 27 juin 2024)
- 18 avril - Frank Rochon (joueur de hockey)
- 21 avril - Guy Mongrain (animateur de télévision et journaliste)
- 6 mai - Michelle Courchesne (femme politique)
- 11 mai - Céline Lomez (chanteuse et actrice)
- 12 mai - Michel Lapierre (écrivain et journaliste) († 13 octobre 2023)
- 10 juin - 
  - Christine St-Pierre (journaliste et femme politique)
  - Élizabeth Larouche (gestionnaire médicale et femme politique)
- 14 juin - Jean Landry  (joueur de hockey)
- 21 juin - Maurice Boucher (criminel) († 10 juillet 2022)
- 10 août - Claude Morin  (militaire et homme politique)
- 5 septembre - Paul Piché (auteur-compositeur-interprète)
- 11 septembre - Franco Nuovo (journaliste et animateur)
- 29 septembre - Jean-Claude Lauzon (réalisateur) († 10 août 1997)
- 3 octobre - Martin Stevens  (chanteur) († 5 juillet 2023)
- 9 octobre - Denis Bouchard (acteur)
- 12 octobre - Daniel Louis (producteur)
- 25 octobre - Louis Fortier (biologiste et océanographe) († 4 octobre 2020)
- 27 octobre - Christine Lamer (actrice)
- 28 octobre - Pierre Boivin (homme d'affaires)
- 29 octobre - Denis Potvin (joueur de hockey)
- 1er novembre - Danielle Bissonnette (actrice)
- 2 novembre - Gerry Roufs (navigateur) († 6 janvier 1997)
- 4 novembre - Jacques Villeneuve (oncle) (pilote automobile)
- 17 novembre - Raymond Legault (acteur)
- 13 décembre
  - Hélène David (femme politique et sœur de Françoise David)
  - Bob Gainey (joueur de hockey)
- 26 décembre - Michel Guimond (député du Bloc québécois) († 19 janvier 2015)

## Décès
- 9 janvier : Marguerite Ruest-Pitre dite Madame le Corbeau (en) (criminelle) (º 5 septembre 1908)
- 13 janvier - Alfred Laliberté (sculpteur) (º 19 mai 1878)
- 26 janvier - Athanase David (homme politique) (º 24 juin 1882)
- 30 mars - Alexandre Vachon (prélat et homme de sciences) (º 16 août 1885)
- 18 avril - Hector Pellerin (chanteur) (º 31 octobre 1887)
- 16 juillet - Oscar Drouin (homme politique) (º 29 septembre 1890)
- 4 novembre - Pierre-Georges Roy (historien et archiviste) (º 23 octobre 1870)

### Articles généraux
- Chronologie de l'histoire du Québec (1931 à 1959)
- L'année 1953 dans le monde
- 1953 au Canada

### Articles sur l'année 1953 au Québec
- Commission Tremblay
- Élection fédérale canadienne de 1953